# Gérard Pirès
Gérard Pirès (Párizs, 1942. augusztus 31.–) francia filmrendező, író.
Az 1970-es évektől kezdve rendez filmeket. Az 1980-as években kb. 400 reklámfilmet rendezett.
Taxi című 1998-as filmje két César-díjat kapott.

## Filmográfia
(zárójelben az angol filmcím)
- Guo bao zong dong yuan (Adventures in the NPM) (2007)
- Les Chevaliers du ciel (Sky Fighters) (2005)
- Kémek krémje / Double zéro (2004)
- Steal (2002)
- Taxi (1998)
- De Serge Gainsbourg à Gainsbarre de 1958 - 1991 (1994) (V) (segment "Monsieur William" 1968)
- Rends-moi la clé! (1981)
- L'Entourloupe (The Swindle) (1980)
- L'Ordinateur des pompes funèbres (The Probability Factor aka. The Undertaker Parlor Computer) (1976)
- Attention les yeux! (Let's Make a Dirty Movie) (1976)
- L'Agression (Act of Aggression) (1975)
- Elle court, elle court la banlieue (The Suburbs Are Everywhere) (1973)
- Fantasia chez les ploucs (Fantasia Among the Squares) (1971)
- L'Art de la turlute (1969)
- Fête des mères, La (1969) (short)
- S.W.B. (1969) (short)
- Erotissimo (1968)
- Je ne sais pas (1966) (short)

## Fordítás
- Ez a szócikk részben vagy egészben  a   Gérard Pirès című angol Wikipédia-szócikk fordításán alapul.  Az eredeti cikk szerkesztőit annak laptörténete sorolja fel. Ez a jelzés csupán a megfogalmazás eredetét és a szerzői jogokat jelzi, nem szolgál a cikkben szereplő információk forrásmegjelöléseként.
- Ez a szócikk részben vagy egészben  a   Gérard Pirès című francia Wikipédia-szócikk fordításán alapul.  Az eredeti cikk szerkesztőit annak laptörténete sorolja fel. Ez a jelzés csupán a megfogalmazás eredetét és a szerzői jogokat jelzi, nem szolgál a cikkben szereplő információk forrásmegjelöléseként.